# Das Wunder von Bern
Das Wunder von Bern (Minunea de la Berna) este un film german produs în anul 2003 sub regia lui Sönke Wortmann. Acțiunea filmului se bazează pe un eveniment sportiv care a avut loc în anul 1954, o supriză neașteptată în lumea fotbalului când echipa a Germaniei a învins în Finala Campionatului Mondial de Fotbal 1954, echipa Ungariei, echipă clar favorită, supranumită și echipa de aur a Ungariei. În film sunt prezentate și greutățile întâmpinate de antrenorul german în formarea unei echipe formată din foști prinzionieri de război sau copiii lor.

## Acțiune
În film este prezentat Richard, un fost miner din Essen, care 12 ani a lipsit de acasă, în acest timp a fost soldat și apoi în prinzionerat rus, în lipsa lui, familia a învățat să se descurce fără el. La reîntoarcerea lui neașteptată în 1954, el trebuie să constate că Bruno, fiul lui mai mare are o purtare critică față de trecutul tatălui, iar fiica lui Ingrid face ochi dulci soldaților de ocupație englezi, foștii lui dușmani. Richard remarcă faptul că întâmpină greutăți în reintegrarea sa în cadrul familiei. Helmut (Helmut Rahn) este fiul care s-a născut în absența lui, acesta este înscris la Școala Sportivă din Grünewald, și este solicitat să facă parte din echipa națională de fotbal a Germaniei antrenată de Sepp Herberger. Între timp încep să se îmbunătățească relațiile între Richard și fiii săi Mattes și Helmut. În finala de la data de 4 iulie 1954 echipa germană reușește în mod neașteptat să învingă cu 3:2 echipa favorită ungară, în lumea fotbalului o senzație. O victorie binevenită pentru populația  germană umilită după război.